# 丙二酸酐
丙二酸酐是一种有机化合物，分子式C3H2O3，结构简式CH2(CO)2O。它可以看作是丙二酸的酸酐，或是氧杂环丁烷的双酮。
丙二酸酐于1988年通过二乙烯酮的臭氧化反应首次合成。一些像是二甲基丙二酸酐的丙二酸酐衍生物也是已知的。